# Napier, New Zealand
Napier (được gọi là Ahuriri trong tiếng Māori) là một thành phố New Zealand với cảng biển, nằm trong vịnh Hawke trên bờ biển phía đông của đảo Bắc. Dân số của Napier là khoảng 58.600 người theo ước ính năm 2010. Khoảng 18 km về phía nam của Napier là thành phố sâu trong nội địa Hastings. Hai thành phố láng giềng này thường được gọi là "Twin Cities" hoặc "thành phố vịnh" của New Zealand. Tổng dân số của khu vực đô thị của Napier và Hastings là khoảng 122.600 người, khiến cho vùng đô thị Napier-Hastings là khu vực đô thị lớn thứ năm ở New Zealand, theo sát sau Tauranga (dân số 116.000), và Dunedin (dân số 115.000), và dấu Hamilton (dân số 203.400).
Napier có khoảng cách khoảng 320 km về phía đông bắc của thủ đô Wellington. Napier có một dân số nhỏ hơn Hastings, nhưng được xem như là trung tâm chính do nó có cả cảng biển và sân bay, mặc dù Hastings có một sân bay nhỏ.

## Khí hậu
| Dữ liệu khí hậu của Napier (1981−2010)   | Dữ liệu khí hậu của Napier (1981−2010) | Dữ liệu khí hậu của Napier (1981−2010) | Dữ liệu khí hậu của Napier (1981−2010) | Dữ liệu khí hậu của Napier (1981−2010) | Dữ liệu khí hậu của Napier (1981−2010) | Dữ liệu khí hậu của Napier (1981−2010) | Dữ liệu khí hậu của Napier (1981−2010) | Dữ liệu khí hậu của Napier (1981−2010) | Dữ liệu khí hậu của Napier (1981−2010) | Dữ liệu khí hậu của Napier (1981−2010) | Dữ liệu khí hậu của Napier (1981−2010) | Dữ liệu khí hậu của Napier (1981−2010) | Dữ liệu khí hậu của Napier (1981−2010) |
| Tháng                                    | 1                                      | 2                                      | 3                                      | 4                                      | 5                                      | 6                                      | 7                                      | 8                                      | 9                                      | 10                                     | 11                                     | 12                                     | Năm                                    |
| ---------------------------------------- | -------------------------------------- | -------------------------------------- | -------------------------------------- | -------------------------------------- | -------------------------------------- | -------------------------------------- | -------------------------------------- | -------------------------------------- | -------------------------------------- | -------------------------------------- | -------------------------------------- | -------------------------------------- | -------------------------------------- |
| Trung bình ngày tối đa °C (°F)           | 24.5 (76.1)                            | 24.2 (75.6)                            | 22.7 (72.9)                            | 19.9 (67.8)                            | 17.4 (63.3)                            | 15.0 (59.0)                            | 14.1 (57.4)                            | 15.1 (59.2)                            | 17.3 (63.1)                            | 19.2 (66.6)                            | 20.9 (69.6)                            | 23.2 (73.8)                            | 19.5 (67.1)                            |
| Trung bình ngày °C (°F)                  | 19.5 (67.1)                            | 19.4 (66.9)                            | 17.7 (63.9)                            | 15.0 (59.0)                            | 12.4 (54.3)                            | 10.0 (50.0)                            | 9.4 (48.9)                             | 10.3 (50.5)                            | 12.3 (54.1)                            | 14.3 (57.7)                            | 16.1 (61.0)                            | 18.4 (65.1)                            | 14.6 (58.3)                            |
| Tối thiểu trung bình ngày °C (°F)        | 14.6 (58.3)                            | 14.6 (58.3)                            | 12.7 (54.9)                            | 10.3 (50.5)                            | 8.5 (47.3)                             | 6.8 (44.2)                             | 5.6 (42.1)                             | 6.4 (43.5)                             | 8.1 (46.6)                             | 9.6 (49.3)                             | 10.9 (51.6)                            | 13.0 (55.4)                            | 10.0 (50.0)                            |
| Lượng Giáng thủy trung bình mm (inches)  | 46.8 (1.84)                            | 54.3 (2.14)                            | 66.8 (2.63)                            | 67.9 (2.67)                            | 74.8 (2.94)                            | 82.1 (3.23)                            | 108.3 (4.26)                           | 60.1 (2.37)                            | 57.9 (2.28)                            | 59.9 (2.36)                            | 52.4 (2.06)                            | 53.5 (2.11)                            | 784.8 (30.90)                          |
| Số ngày giáng thủy trung bình (≥ 1.0 mm) | 6.0                                    | 5.9                                    | 7.2                                    | 7.1                                    | 7.9                                    | 8.8                                    | 9.4                                    | 8.2                                    | 7.4                                    | 7.5                                    | 6.0                                    | 6.5                                    | 88.1                                   |
| Độ ẩm tương đối trung bình (%)           | 69.9                                   | 73.9                                   | 74.6                                   | 77.1                                   | 78.7                                   | 79.9                                   | 79.6                                   | 76.0                                   | 69.2                                   | 67.3                                   | 67.8                                   | 67.0                                   | 73.4                                   |
| Số giờ nắng trung bình tháng             | 249.3                                  | 202.6                                  | 201.7                                  | 172.4                                  | 155.6                                  | 130.7                                  | 134.7                                  | 166.8                                  | 181.2                                  | 213.9                                  | 216.2                                  | 233.7                                  | 2.258,7                                |
| Nguồn: NIWA Climate Data                 |                                        |                                        |                                        |                                        |                                        |                                        |                                        |                                        |                                        |                                        |                                        |                                        |                                        |